# Dominic Nguyễn Van Manh

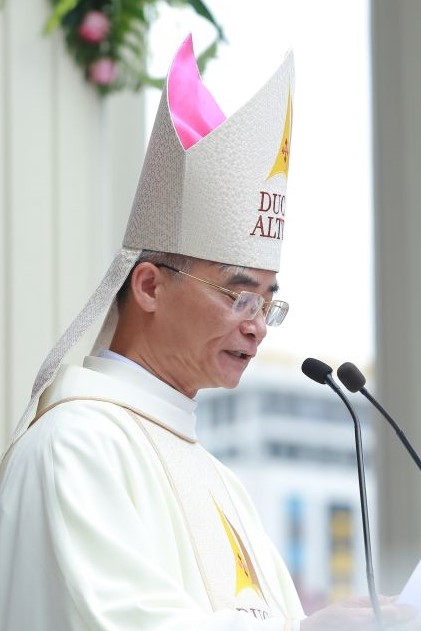
Dominic Nguyễn Van Manh, 2018

Dominic Nguyễn Van Manh (* 12. August 1955 in Cần Thơ, Vietnam) ist ein vietnamesischer Geistlicher und römisch-katholischer Bischof von Đà Lạt.

## Leben
Sein Name kombiniert westliche Namenstradition (Dominic als Vorname vor den Familiennamen Nguyễn) mit vietnamesischer (Van Manh als persönlicher Name steht hinter dem Familiennamen).
Dominic Nguyễn Van Manh empfing am 29. Mai 1994 durch den Bischof von Đà Lạt, Barthélémy Nguyễn Sơn Lâm PSS, das Sakrament der Priesterweihe.
Am 8. April 2017 ernannte ihn der Papst Franziskus zum Koadjutorbischof von Đà Lạt. Der Bischof von Đà Lạt, Antoine Vu Huy Chuong, spendete ihm am 31. Mai desselben Jahres die Bischofsweihe; Mitkonsekratoren waren der Bischof von Phát Diệm, Joseph Nguyen Nang, und der Bischof von Kontum, Luy Gonzaga Nguyễn Hùng Vị. Am 14. September 2019 wurde Dominic Nguyễn Van Manh in Nachfolge von Antoine Vu Huy Chuong, der aus Altersgründen zurücktrat, Bischof von Đà Lạt.